# ویلهلم یورگنسن
ویلهلم یورگنسن (دانمارکی: Vilhelm Jørgensen; ۲۷ مهٔ ۱۸۹۷ – ۳ اکتبر ۱۹۶۷) بازیکن فوتبال اهل دانمارک بود.